# Ford Puma
De Ford Puma is bij Ford in twee generaties verschenen. De eerste als kleine sportcoupé en de tweede als sportieve cross-over. Het merkenrecht van de naam Puma kreeg Ford in 1995 van de Braziliaanse sportwagenbouwer Puma.

## Eerste generatie

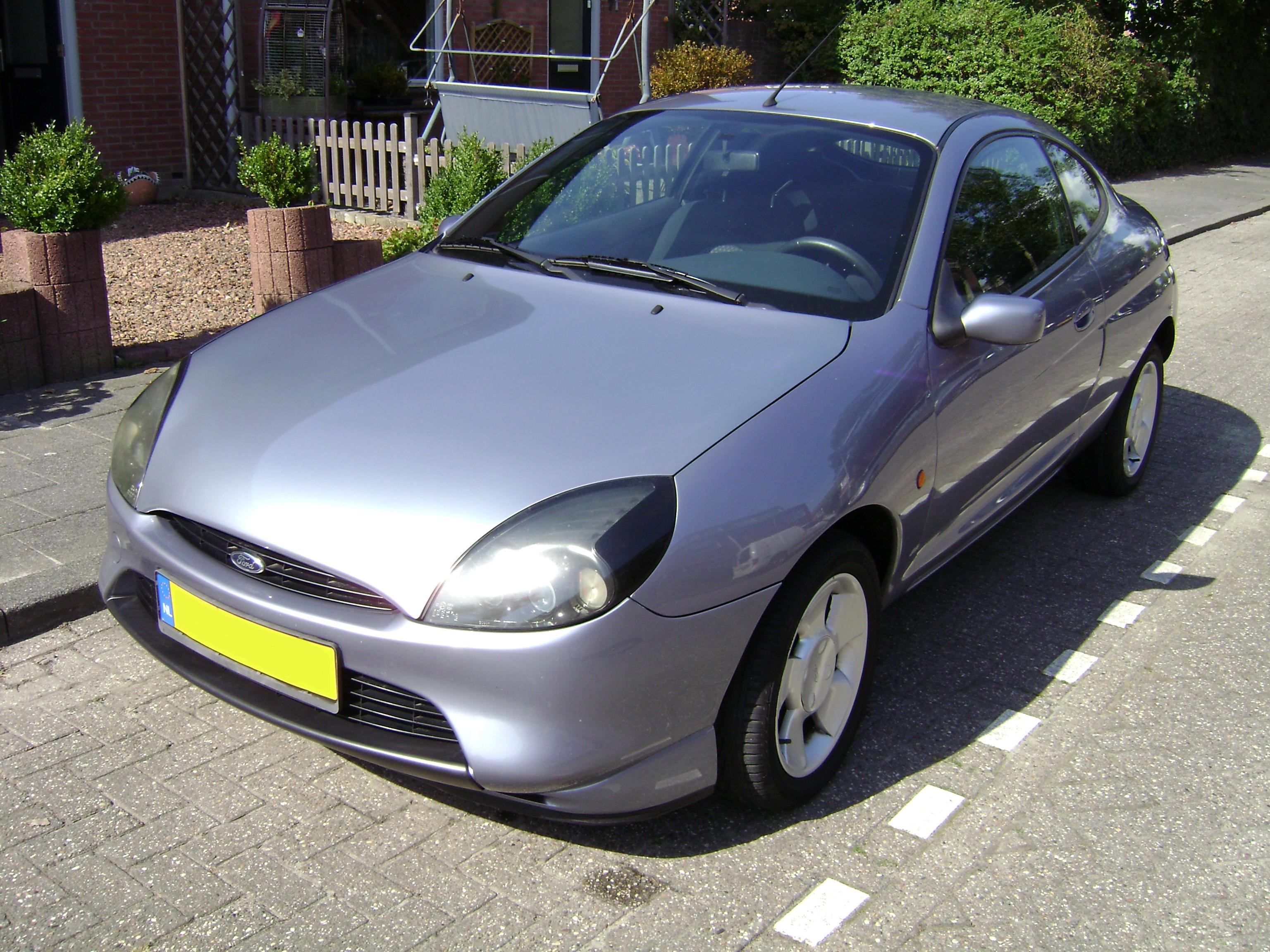
Ford Puma

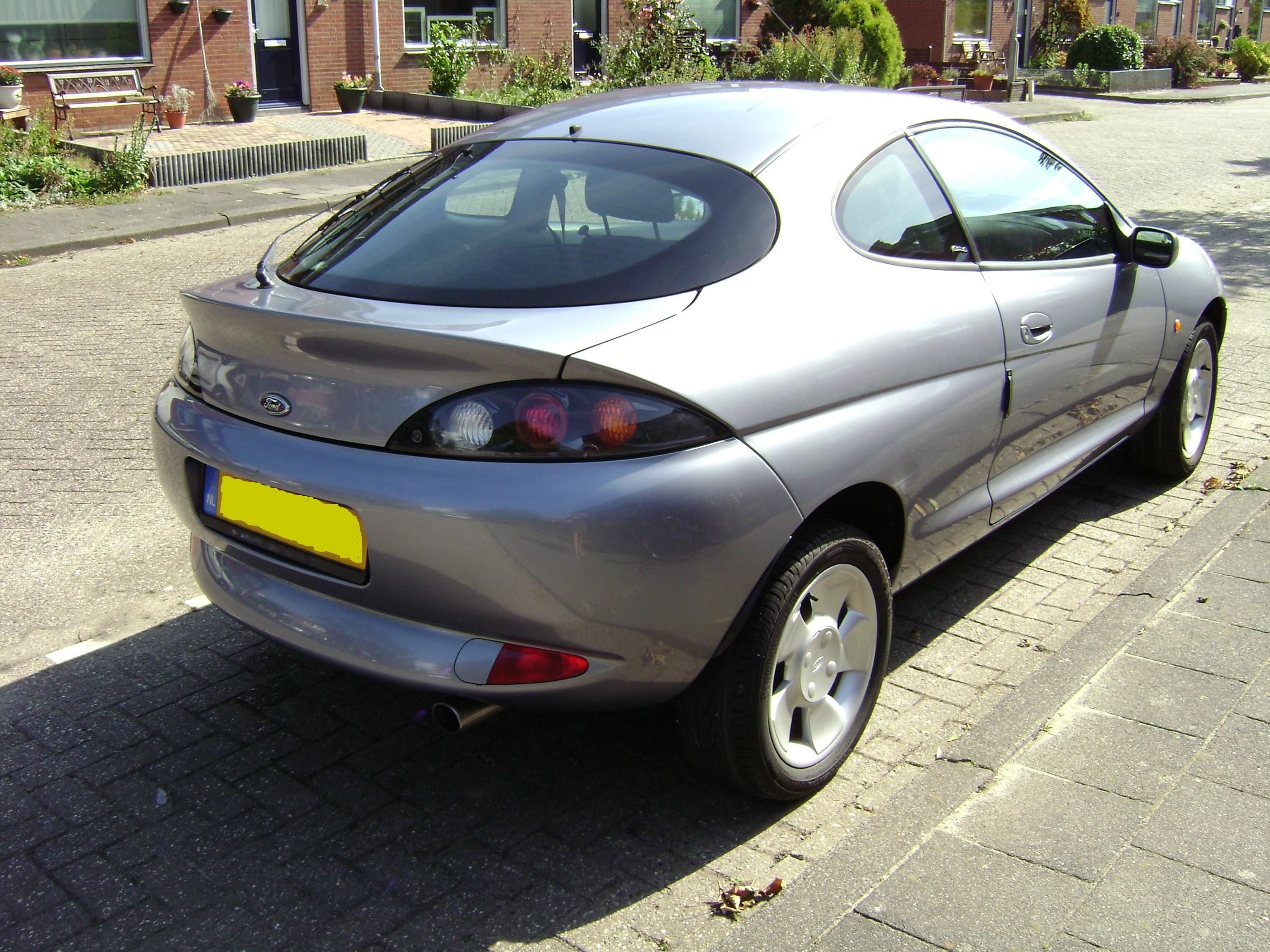
Ford Puma

De eerste genereatie is een kleine sportcoupé, die in Keulen voor Ford-Werke GmbH ontwikkeld en gebouwd is. 
Deze Puma is gebaseerd op het onderstel van de Ford Fiesta 4 en werd van 1997 tot 2001 geproduceerd.
Omdat het onderstel van de Puma bijna gelijk is aan dat van de Fiesta, werd er in de fabriek in Keulen grotendeels op dezelfde productielijn gebouwd. 
Alleen in de carrosserieafwerking waren aparte productielijnen te vinden waar de delen handmatig opgebouwd werden. 
De deuren werden bijvoorbeeld grotendeels handmatig gemonteerd. De Puma heeft een hoog aandeel van handarbeid van ca. 40%. Er werden dagelijks ongeveer 220 stuks gebouwd.
De Puma heeft van 1998 tot 2000 een 1,4 liter-viercilinder met 90 pk gehad die daarna vervangen werd door een 1,6 litermotor met 103 pk die tot het einde van de productie in 2002 in de Puma zat. Tevens was er een 1,7 litermotor met 125 pk, die van het begin tot einde beschikbaar was. Daarnaast werd er een gelimiteerde oplage van vijfhonderd stuks van een Ford Racing Puma met 1,7 litermotor en een vermogen van 155 pk gebouwd, die (rechtsgestuurd) alleen in Groot-Brittannië beschikbaar was.
Van 1998 tot 2002 werd de Puma Cup, een merkencup, verreden die daarmee een sportief uithangbord van Ford werd. Als basis diende een 1,7 litermotor, die van een gemodificeerde cilinderkop en een sportief onderstel voorzien werd en die  ongeveer 143 pk had. 
De eerste kampioen van deze merkencup was in 1998 Thomas Marschall in het Team Panhuis uit Meerbusch-Osterath dicht bij Krefeld; de laatste was Dirk Werner van hetzelfde team.
Sinds augustus 2000 is Pumadrivers de Ford Puma club van Nederland, met ook leden uit België en Duitsland. Op de clubwebsite www.pumadrivers.nl is heel veel informatie over de originele Ford Puma te vinden.  

### Motoren

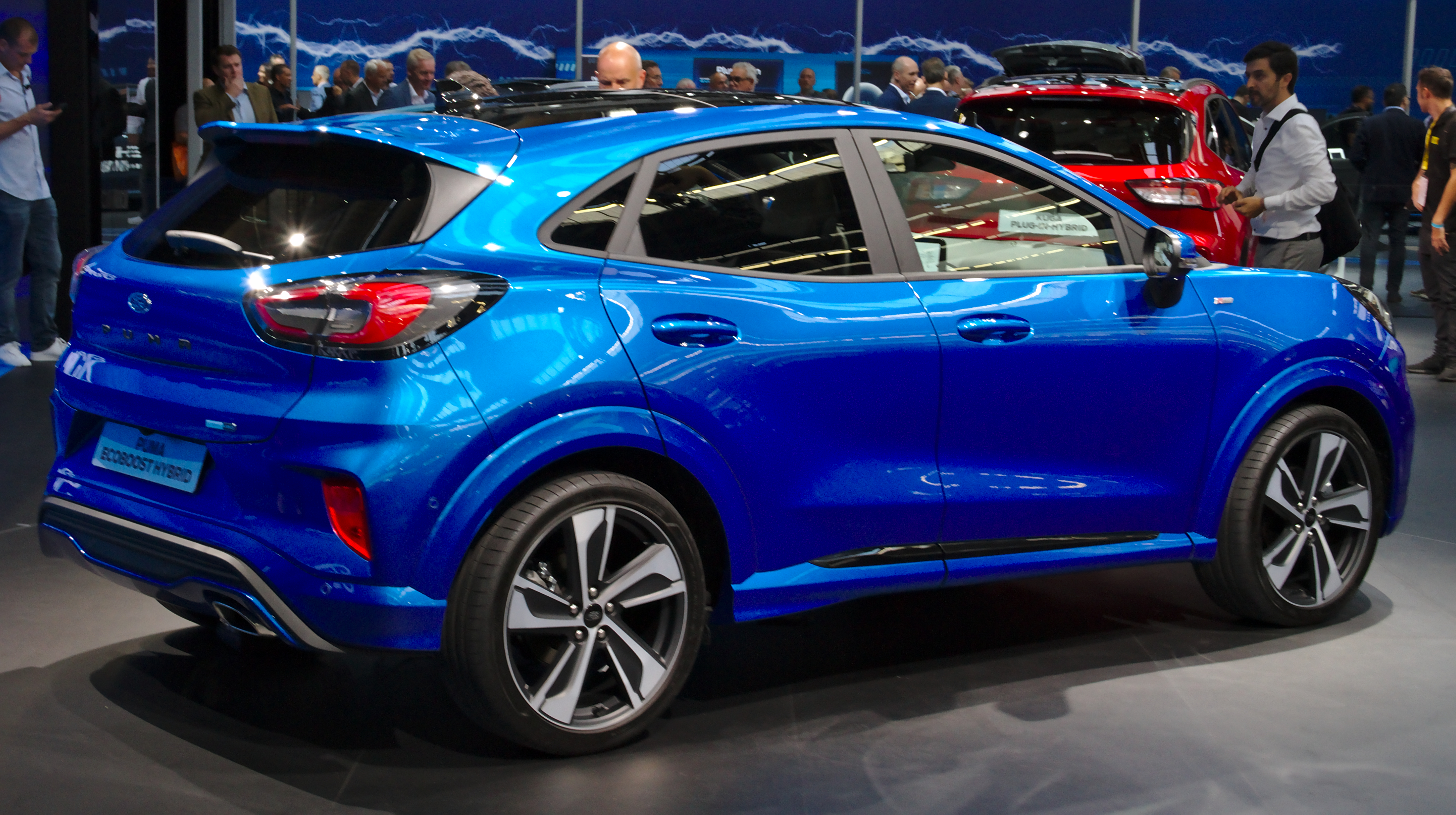
Ford Puma cross-over

- 1,4 l - 66 kW(90 pk)
- 1,6 l - 76 kW(103 pk)
- 1,7 l - 92 kW(125 pk)
- 1,7 l - 115 kW(157 pk) (alleen in GB)

## Tweede generatie
De tweede generatie is sinds 2019 te koop.

### Motoren
- 1,0 l turbo - 70 kW(95 pk)
- 1,0 l turbo - 92 kW(125 pk)
- 1,0 l turbo - 114 kW(155 pk)
- 1,5 l turbo - 147 kW(200 pk)